# Musger Mg 9
Die Musger Mg 9 ist ein in den 1930er Jahren entwickeltes österreichisches Segelflugzeug, mit dem einige Bestleistungen erflogen wurden.

## Entwicklung
Erwin Musger entwarf die Mg 9 ab 1935 als kunstflugfähigen Leistungssegler, der aber auch als Schulflugzeug einsetzbar sein sollte. Der Bau wurde von Mitgliedern des Österreichischen Aero-Clubs (ÖAeC) auf freiwilliger Basis durchgeführt. Bei den Berechnungen wurde er von Eduard Walzl von der Akaflieg Graz unterstützt. Den Erstflug führte Musger selbst am 15. März 1936 vom Ferrerberg aus durch. Die Taufe mit der Verleihung des (inoffiziellen) Kennzeichens OE–Kamerad wurde am 5. April am Hohen Kölbling durchgeführt. Die anschließende Nutzung erfolgte durch die Segelfliegergruppe Nr. 110. Einen nationalen Dauerrekord für Doppelsitzer konnte Musger zusammen mit Franz Bubenik am 4. Juni des Jahres erfliegen, als sie 8,9 h in der Luft blieben. Dieses Ergebnis konnte von Josef Führinger am 5./6. August 1938 überboten werden, als er zusammen mit dem Flugschüler Schleussing am Hundsheimer Kogel eine Flugzeit von 17,34 h erreichte. Die Mg 9 wurde einige Jahre geflogen, bis sie im Jahre 1940 zusammen mit einer weiteren Musger-Konstruktion, dem Pechvogel, Opfer eines Brandes wurde.
Bereits 1936 hatte sich der ÖAeC nach den ersten erfolgreichen Flügen der Mg 9 dazu entschlossen, eine kleine Serie von dem Typ aufzulegen. Diese als Mg 9a bezeichneten Flugzeuge erhielten eine vereinfachte Kabinenhaube und anstelle der Landekufe ein starres Hauptrad. Ein weiteres Unterscheidungsmerkmal waren die verwendeten V-Streben, die den Tragflügel zum Rumpf hin abstützten und die I-Streben des Prototyps ersetzten. Der Bau begann 1937 und umfasste zehn Exemplare mit dem Werknummernblock 62–71, die die Beinamen Jupiter, Mars, Venus, Merkur, Saturn, Juno, Vesta, Neptun, Uranus und Ceres erhielten. Die erste Mg 9a erhielt die Zulassung OE–DUO. Nach dem Anschluss Österreichs wurden sämtliche Mg 9 vom NSFK weiter betrieben.
Sowohl der OE–Kamerad als auch die OE–DUO waren 1937 auf dem ISTUS-Kongress in Salzburg vertreten. Eine Mg 9a nahm am vom 24. Juli bis 7. August 1938 stattfindenden Rhönwettbewerb auf der Wasserkuppe teil, wo sie, von Toni Kahlbacher und Karl Tauschegg geflogen, in der Klasse B für Doppelsitzer neben der FAG E 3 der Flugtechnischen Arbeitsgemeinschaft Eßlingen gegen sechs DFS Kranich antrat und mit 1127,5 Punkten den dritten Platz belegte. Dieses achtbare Ergebnis überbot Kahlbacher im Spätsommer 1938 mit der Mg 9a D-17-112 gleich zweifach, indem er am 5./6. zusammen mit Tauschegg und am 8.–10. September mit Führinger zwei Dauerflugweltrekorde von 23,41 h beziehungsweise 40,38 h aufstellen konnte.
Nach dem Ende des Zweiten Weltkrieges entwickelte Musger den Typ zur Mg 19 weiter.

## Konstruktion
Die Mg 9 ist ein abgestrebter Schulterdecker in Holzbauweise mit ovalem Rumpfquerschnitt, drei Längsholmen und Sperrholzbeplankung. Die zweisitzige Kabine ist mit einem Doppelsteuer ausgerüstet und für den vorn sitzenden Flugzeugführer mit einer abnehmbaren Haube abgedeckt. Ungewöhnlich ist die Position des zweiten Sitzes direkt unter der Fläche, die einen Ausblick nach links und rechts nur durch zwei seitlich im Rumpf befindliche Fenster gestattet. Der Zustieg zu diesem Platz erfolgt über eine Seitentür auf der linken Seite unter dem Flügel. Die Mg 9 besitzt einen zum Rumpf hin abgestrebten, einholmigen Möwenflügel mit verwindungssteifer Sperrholzvorderkante. Das Leitwerk ist in freitragender Normalbauweise ausgeführt, das Seitenruder ausgeglichen. Beim Prototypen besteht das Fahrwerk aus einer vom Bug aus nach hinten gezogene Landekufe, die bei den Serienexemplaren verkürzt ausgebildet ist mit einem nichteinziehbaren Hauptrad dahinter.

## Technische Daten
| Kenngröße                  | Daten (Mg 9)  | Daten (Mg 9a) |
| -------------------------- | ------------- | ------------- |
| Besatzung                  | 2             | 2             |
| Spannweite                 | 17,75 m       | 17,70 m       |
| Länge                      | 7,35 m        | 7,39 m        |
| Höhe                       | 1,65 m        | 1,65 m        |
| Flügelfläche               | 20,8 m²       | 20,7 m²       |
| Flügelstreckung            | 14,6          | 14,6          |
| Flächenbelastung           | 19,4 kg/m²    | 19,8 kg/m²    |
| Leermasse                  | 245 kg        | 265 kg        |
| max. Startmasse            | 415 kg        | 415 kg        |
| zul. Höchstgeschwindigkeit | 102 km/h      | 102 km/h      |
| Reisegeschwindigkeit       | 72 km/h       | 72 km/h       |
| Gleitzahl                  | 23            | 23            |
| Profil                     | Göttingen 535 | Göttingen 535 |